# Шу Камо
Шу Камо (јап. 加茂 周; Хјого, 29. октобар 1939) бивши је јапански фудбалер н тренер.

## Каријера
Током каријере играо је за Јанмар Дизел.
Био је тренер јапанске фудбалске репрезентације од 1994. до 1997.